# Leucula lino
Leucula lino är en fjärilsart som beskrevs av Paul Dognin 1914. Leucula lino ingår i släktet Leucula och familjen mätare. Inga underarter finns listade i Catalogue of Life.